# Mazartag
Mazartag (chiń. 麻扎塔格山; pinyin Mázhātǎgé Shān; ujg.: مازارتاغ, Mazartaĝ) – pasmo górskie w zachodnich Chinach, w Xinjiangu, w zachodniej części Kotliny Kaszgarskiej. Rozciąga się na długości ok. 150 km. Najwyższy szczyt osiąga 1635 m n.p.m. Pasmo zbudowane jest głównie z piaskowców. Dominuje krajobraz pustynny z niewielką ilością roślin.